# Premiul Emmy pentru cea mai bună actriță în rol secundar într-un serial dramatic
Premiul Emmy pentru cea mai bună actriță în rol secundar într-un serial dramatic (Primetime Emmy Award for Outstanding Supporting Actress in a Drama Series) este acordat din 1959 de Academy of Television Arts & Sciences. 

## Lista câștigătoarelor

### Anii 1950-1960
- 1959 : Barbara Hale pentru rolul din Perry Mason
- 1960 : nu s-a acordat
- 1961 : nu s-a acordat
- 1962 : Pamela Brown pentru rolul din Victoria Regina
- 1963 : Glenda Farrell pentru rolul din Ben Casey
- 1964 : Ruth White pentru rolul din Little Moon of Alban
- 1965 : nu s-a acordat
- 1966 : Lee Grant pentru rolul din Peyton Place
- 1967 : Agnes Moorehead pentru rolul din The Wild Wild West
- 1968 : Barbara Anderson pentru rolul din Ironside
- 1969 : Susan Saint James pentru rolul din The Name of the Game

### Anii 1970
- 1970 : Gail Fisher pentru rolul din Mannix
- 1971 : Margaret Leighton pentru rolul din Hallmark Hall of Fame
- 1972 : Jenny Agutter pentru rolul din The Snow Goose
- 1973 : Ellen Corby pentru rolul din The Waltons
- 1974 : Joanna Miles pentru rolul din The Glass Menagerie
- 1975 : Ellen Corby pentru rolul din The Waltons
- 1976 : Ellen Corby pentru rolul din The Waltons
- 1977 : Kristy McNichol pentru rolul din Family
- 1978 : Nancy Marchand pentru rolul din Lou Grant
- 1979 : Kristy McNichol pentru rolul din Family

### Anii 1980
- 1980 : Nancy Marchand pentru rolul din Lou Grant
- 1981 : Nancy Marchand pentru rolul din Lou Grant
- 1982 : Nancy Marchand pentru rolul din Lou Grant
- 1983 : Doris Roberts pentru rolul din St. Elsewhere
- 1984 : Alfre Woodard pentru rolul din Hill Street Blues
- 1985 : Betty Thomas pentru rolul din Hill Street Blues
- 1986 : Bonnie Bartlett pentru rolul din St. Elsewhere
- 1987 : Bonnie Bartlett pentru rolul din St. Elsewhere
- 1988 : Patricia Wettig pentru rolul din Thirtysomething
- 1989 : Melanie Mayron pentru rolul din Thirtysomething

### Anii 1990
- 1990 : Marg Helgenberger pentru rolul Karen Charlene "K.C." Koloski din China Beach
- 1991 : Madge Sinclair pentru rolul Josephine din Gabriel's Fire
- 1992 : Valerie Mahaffey pentru rolul Eve din Northern Exposure
- 1993 : Mary Alice pentru rolul Marguerite Peck din I'll Fly Away
- 1994 : Leigh Taylor-Young pentru rolul Rachel Harris din Picket Fences
- 1995 : Julianna Margulies pentru rolul Carol Hathaway din ER
- 1996 : Tyne Daly pentru rolul Alice Henderson din Christy
- 1997 : Kim Delaney pentru rolul Diane Russell din NYPD Blue
- 1998 : Camryn Manheim pentru rolul Ellenor Frutt din The Practice
- 1999 : Holland Taylor pentru rolul Roberta Kittleson din The Practice

### Anii 2000
- 2000 : Allison Janney pentru rolul C.J. Cregg din The West Wing
- 2001 : Allison Janney pentru rolul C.J. Cregg din The West Wing
- 2002 : Stockard Channing pentru rolul Abigail Bartlet din The West Wing
- 2003 : Tyne Daly pentru rolul Maxine Gray din Judging Amy
- 2004 : Drea de Matteo pentru rolul Adriana La Cerva din The Sopranos
- 2005 : Blythe Danner pentru rolul Izzy Huffstodt din Huff
- 2006 : Blythe Danner pentru rolul zzy Huffstodt din Huff
- 2007 : Katherine Heigl pentru rolul Dr Izzie Stevens din Grey's Anatomy
- 2008 : Dianne Wiest pentru rolul Gina Toll din In Treatment
- 2009 : Cherry Jones pentru rolul Allison Taylor din 24

### Anii 2010
- 2010 : Archie Panjabi pentru rolul Kalinda Sharma din The Good Wife[1]
- 2011 : Margo Martindale pentru rolul Mags Bennett din Justified[2]
- 2012 : Maggie Smith pentru rolul Violet Crawley din Downton Abbey[3]
- 2013 : Anna Gunn pentru rolul Skyler White din Breaking Bad[4]
- 2014 : Anna Gunn pentru rolul Skyler White din Breaking Bad[5]
- 2015 : Uzo Aduba pentru rolul Suzanne "Crazy Eyes" Warren din Orange Is the New Black[6]
- 2016 : Maggie Smith pentru rolul Violet Crawley din Downton Abbey[7]
- 2017 : Ann Dowd pentru rolul Aunt Lydia din The Handmaid's Tale[8]
- 2018 : Thandie Newton pentru rolul Maeve Millay din Westworld[9]
- 2019 : Julia Garner pentru rolul Ruth Langmore din Ozark[10]

### Anii 2020
- 2020 : Julia Garner pentru rolul Ruth Langmore din Ozark[11]
- 2021 : Gillian Anderson pentru rolul Margaret Thatcher din The Crown[12]
- 2022 : Julia Garner pentru rolul Ruth Langmore din Ozark[13]
- 2023 : Jennifer Coolidge pentru rolul Tanya McQuoid-Hunt din The White Lotus
- 2024 : Elizabeth Debicki pentru rolul Prințesa Diana din The Crown[14]